# Anton Ginther

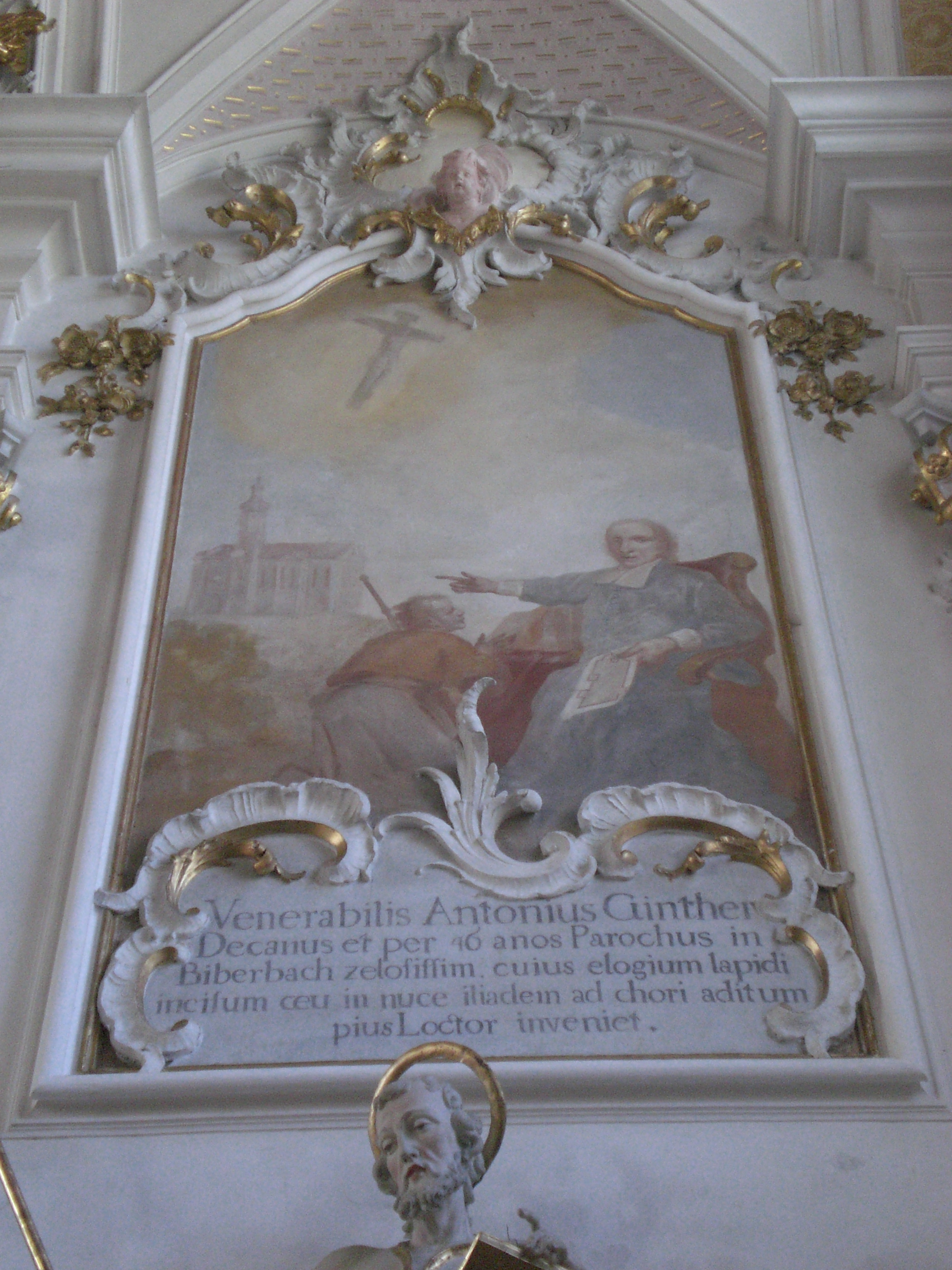
Porträt Anton Ginthers im nördlichen Querschiff der abgebildeten Biberbacher Wallfahrtskirche

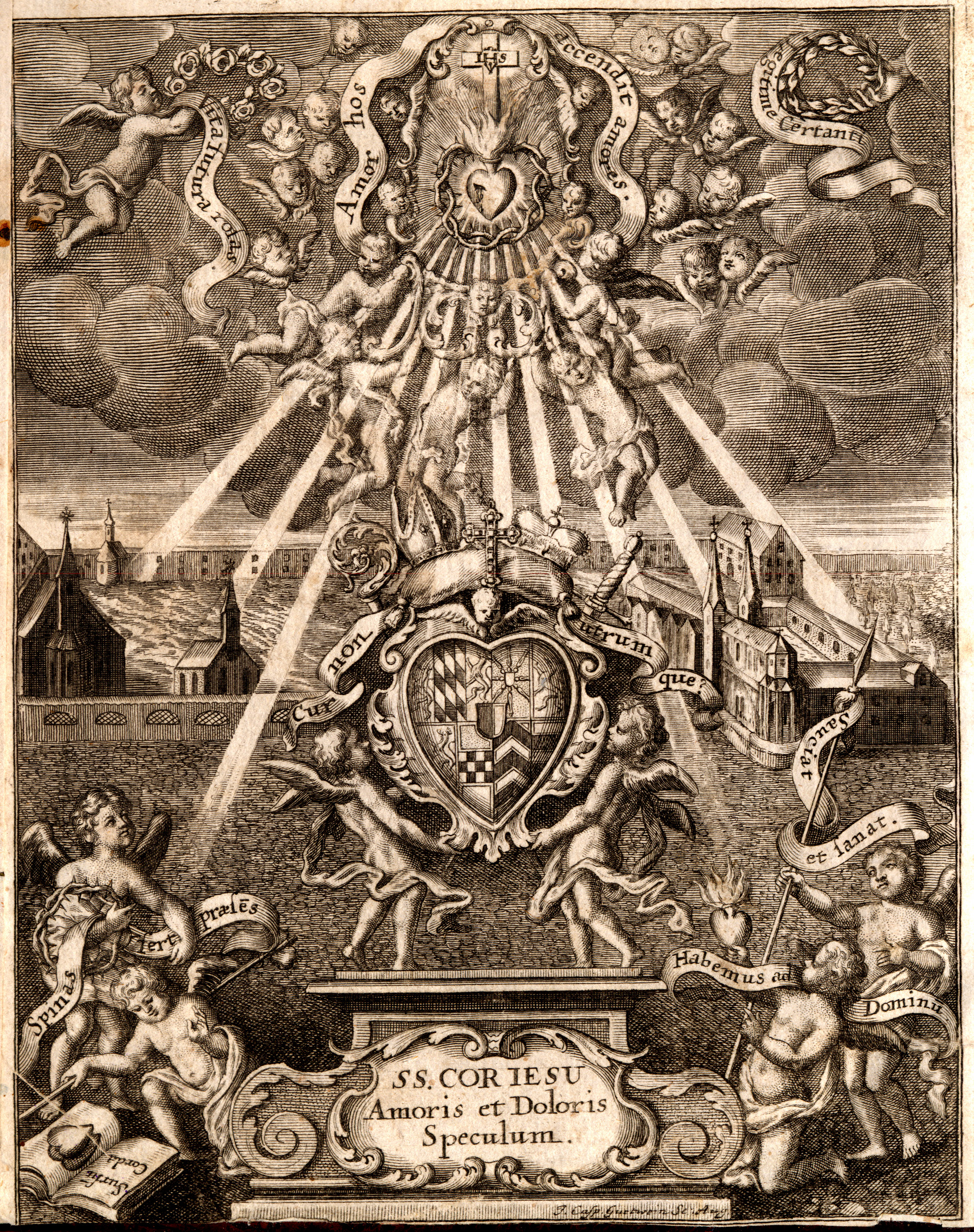
Frontispiz aus Anton Ginthers „Speculum Amoris & Doloris“ (1706)

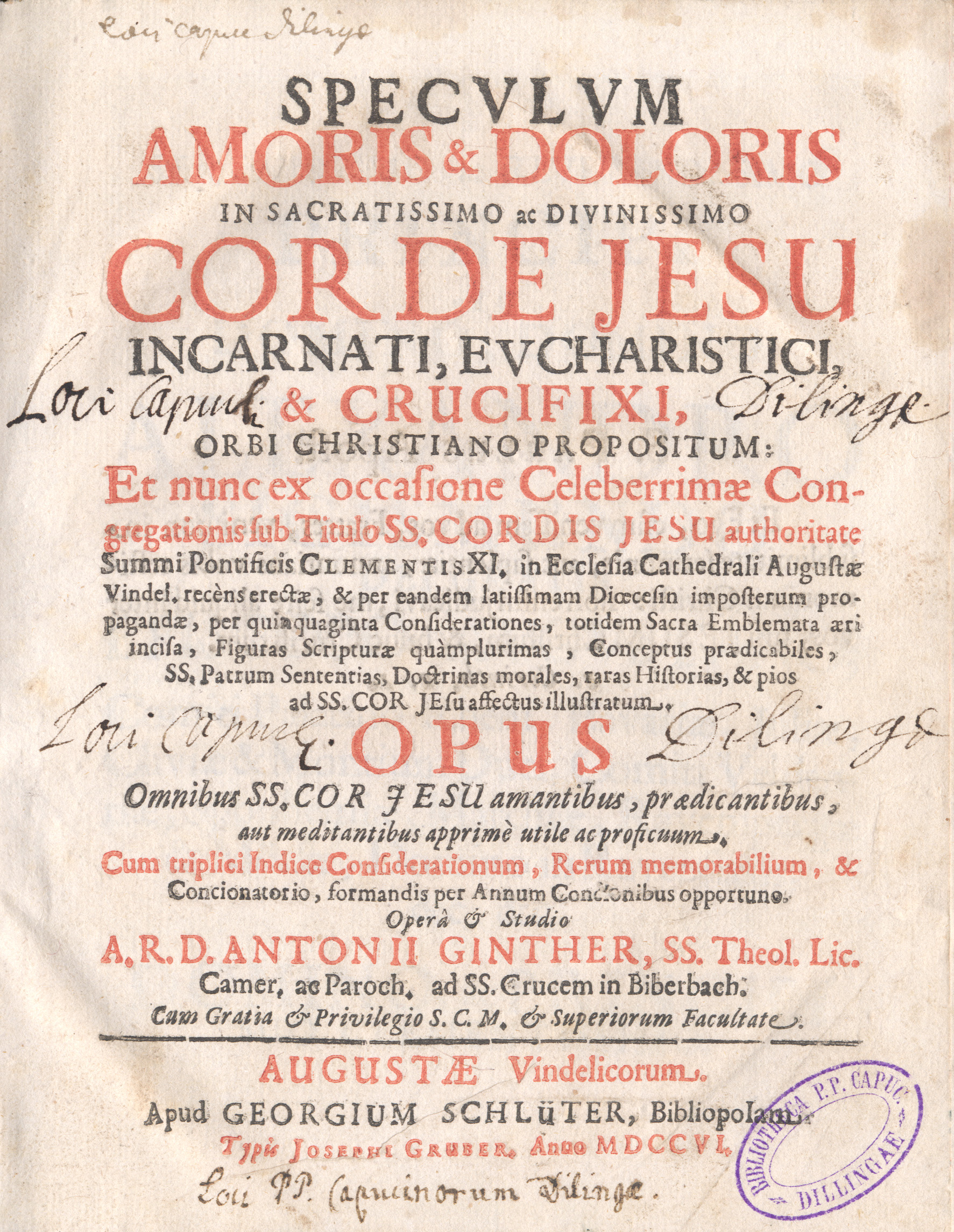
Titelblatt aus Anton Ginthers „Speculum Amoris & Doloris“ (1706)

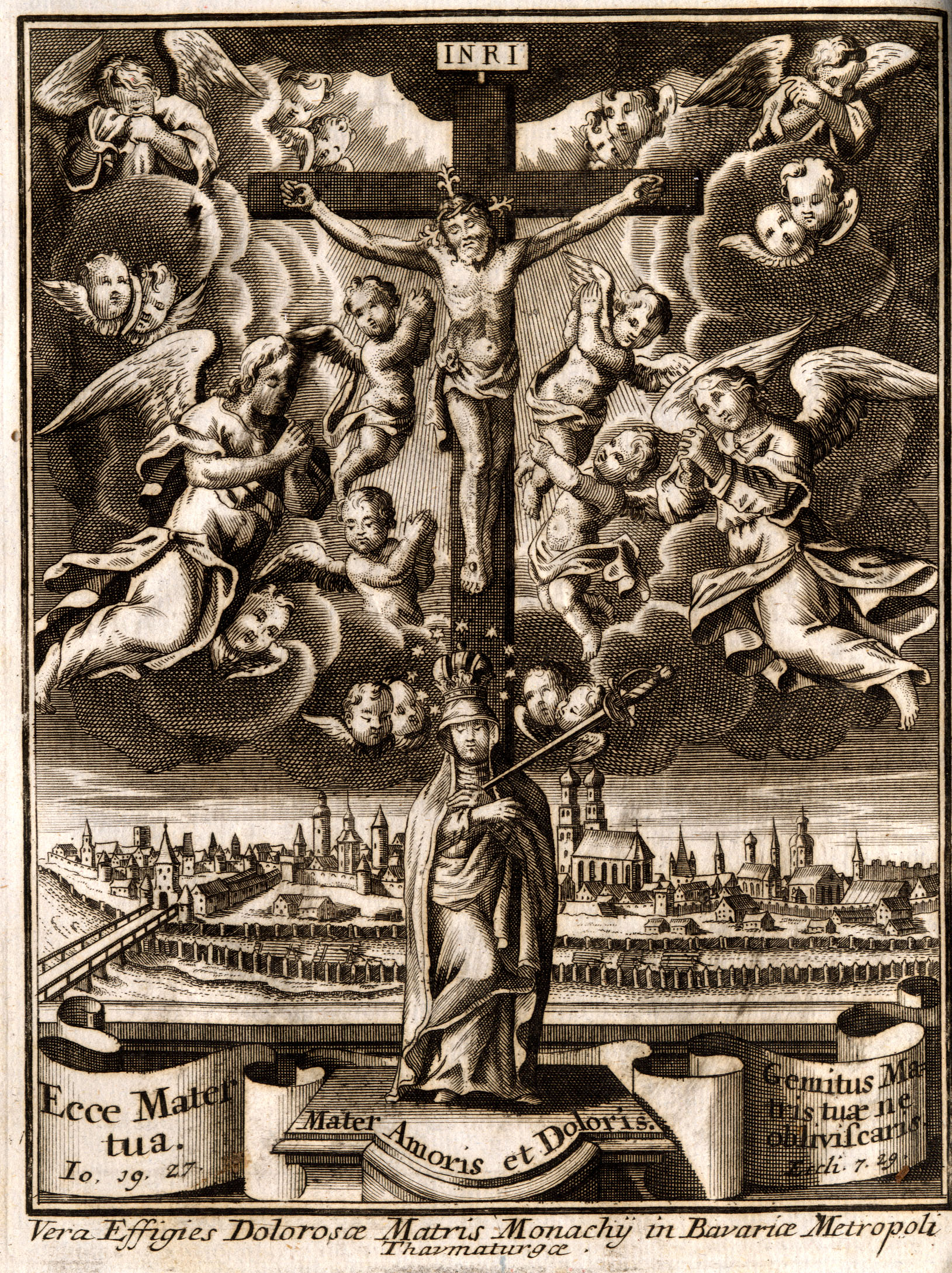
Frontispiz aus Anton Ginthers „Mater Amoris et Doloris“ (1711)

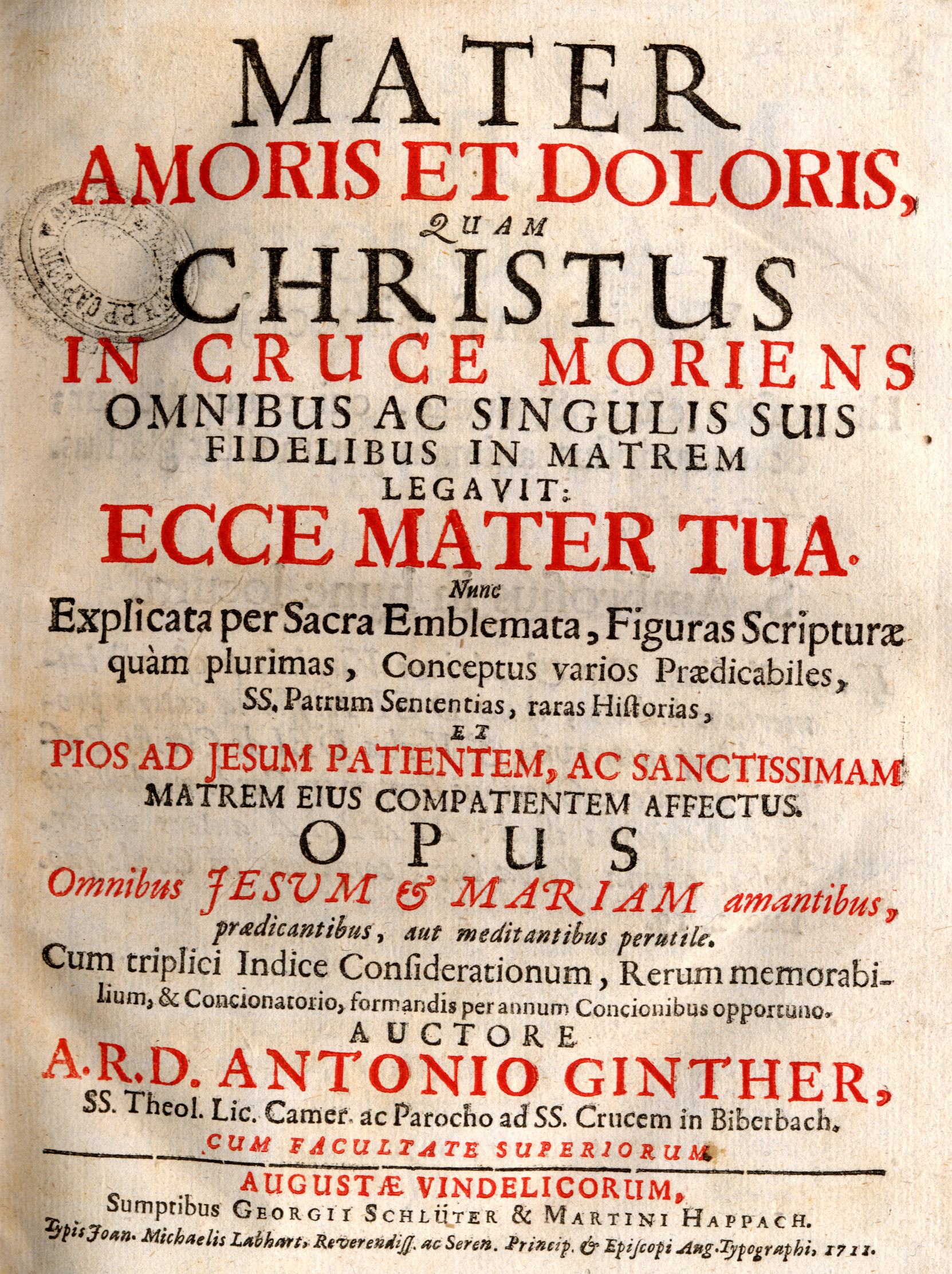
Titelblatt aus Anton Ginthers „Mater Amoris et Doloris“ (1711)

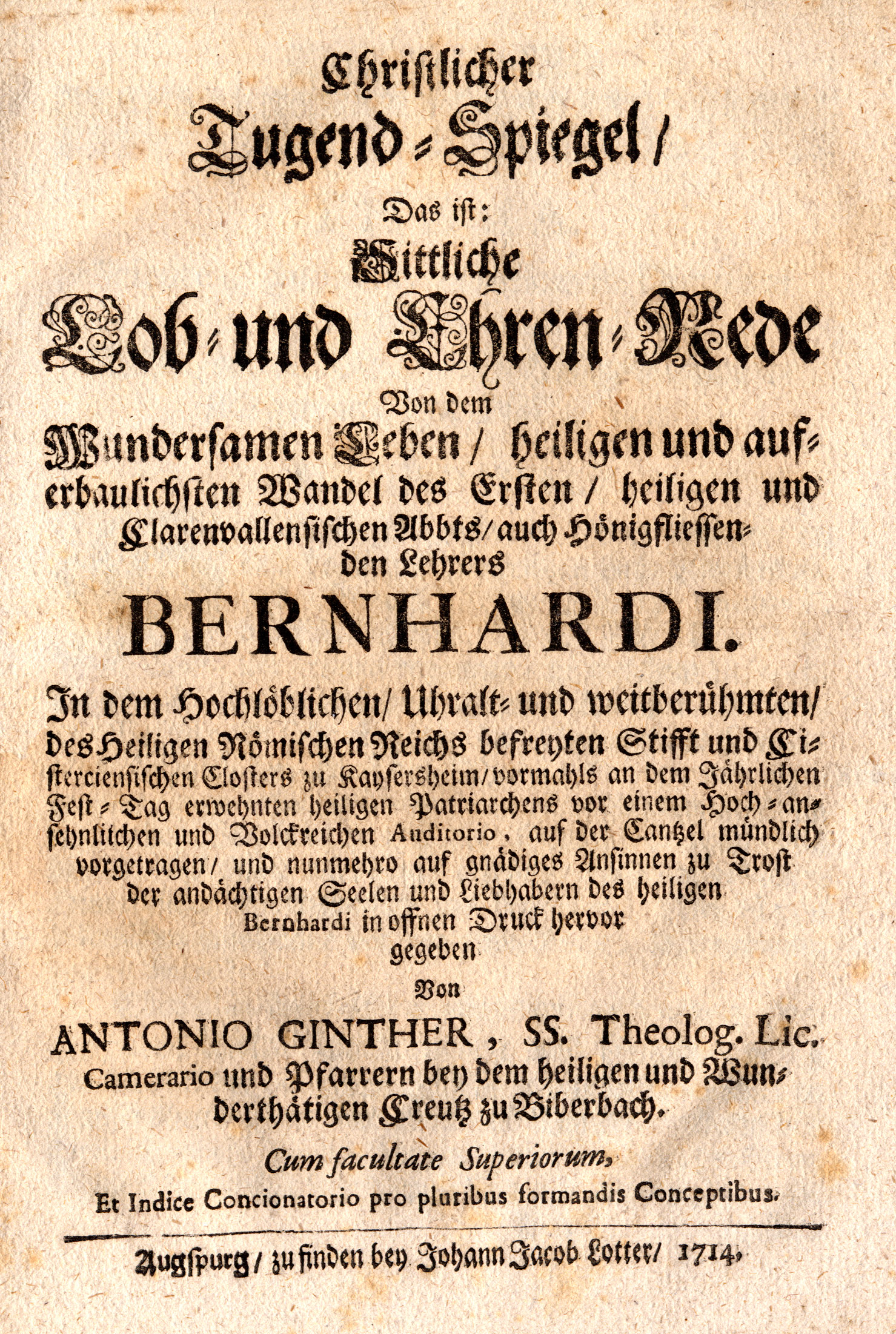
Titelblatt aus Anton Ginthers „Christlichem Tugendspiegel“ (1714)

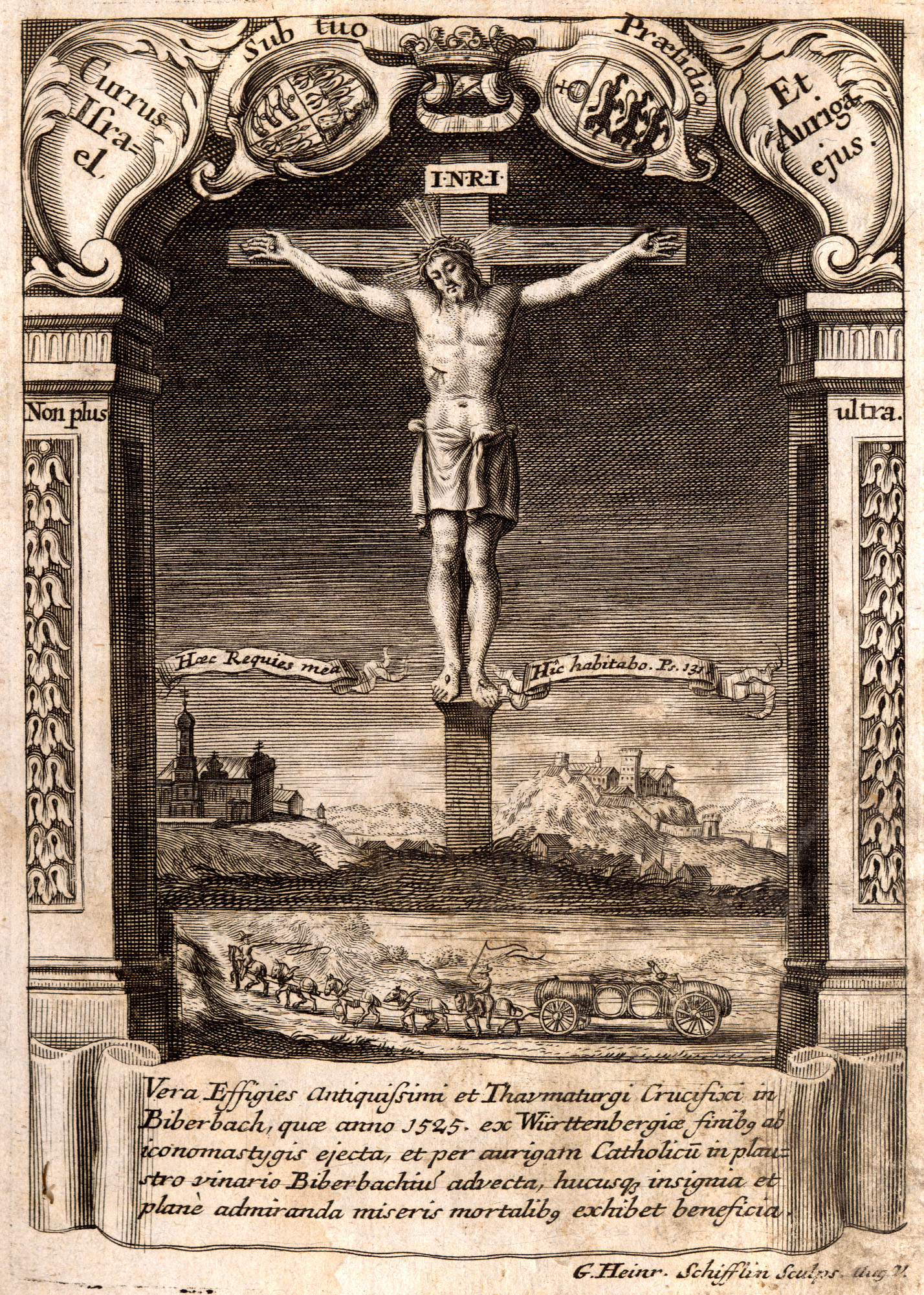
Frontispiz aus Anton Ginthers „Currus Israel“ (1717)

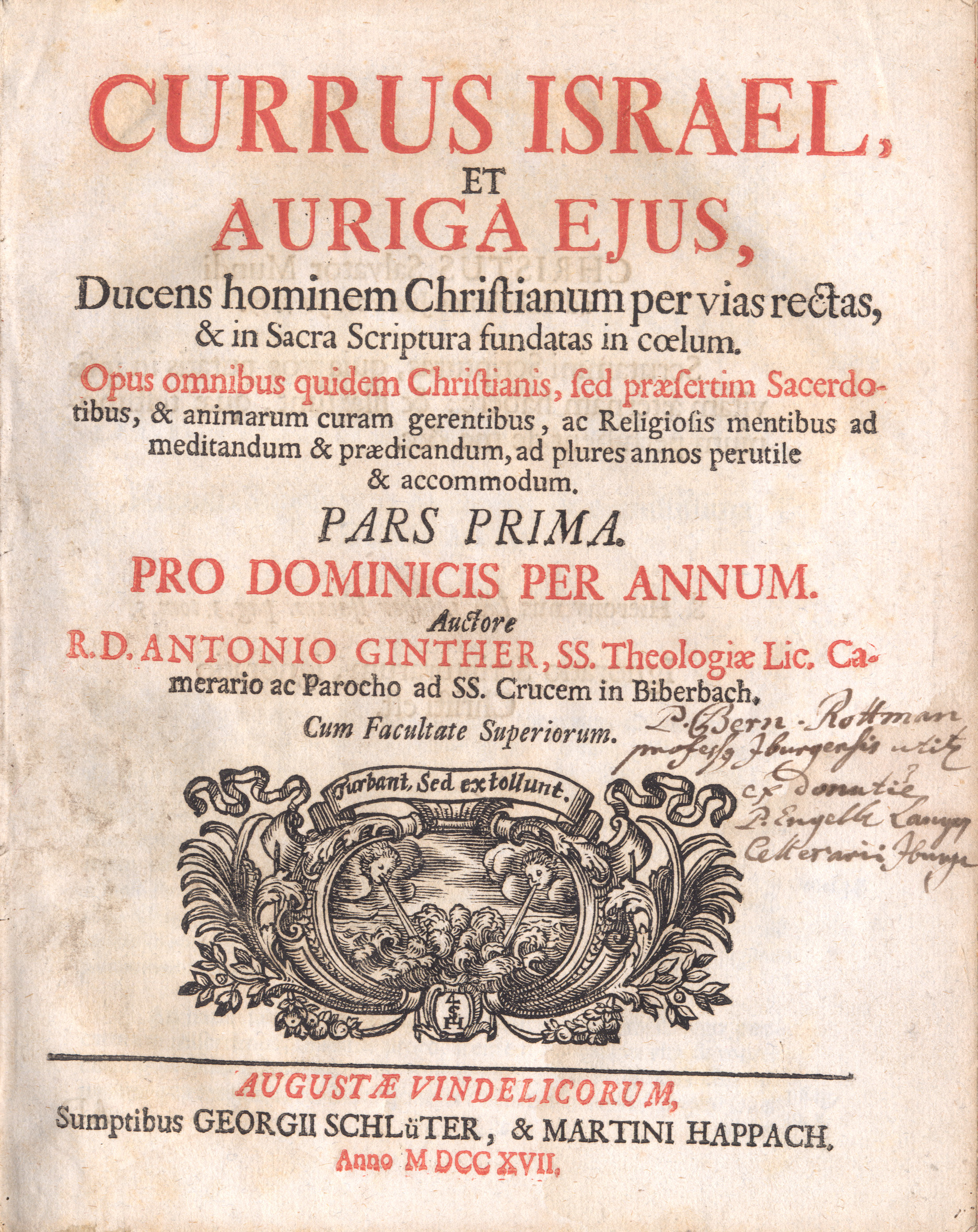
Titelblatt aus Anton Ginthers „Currus Israel“ (1717)

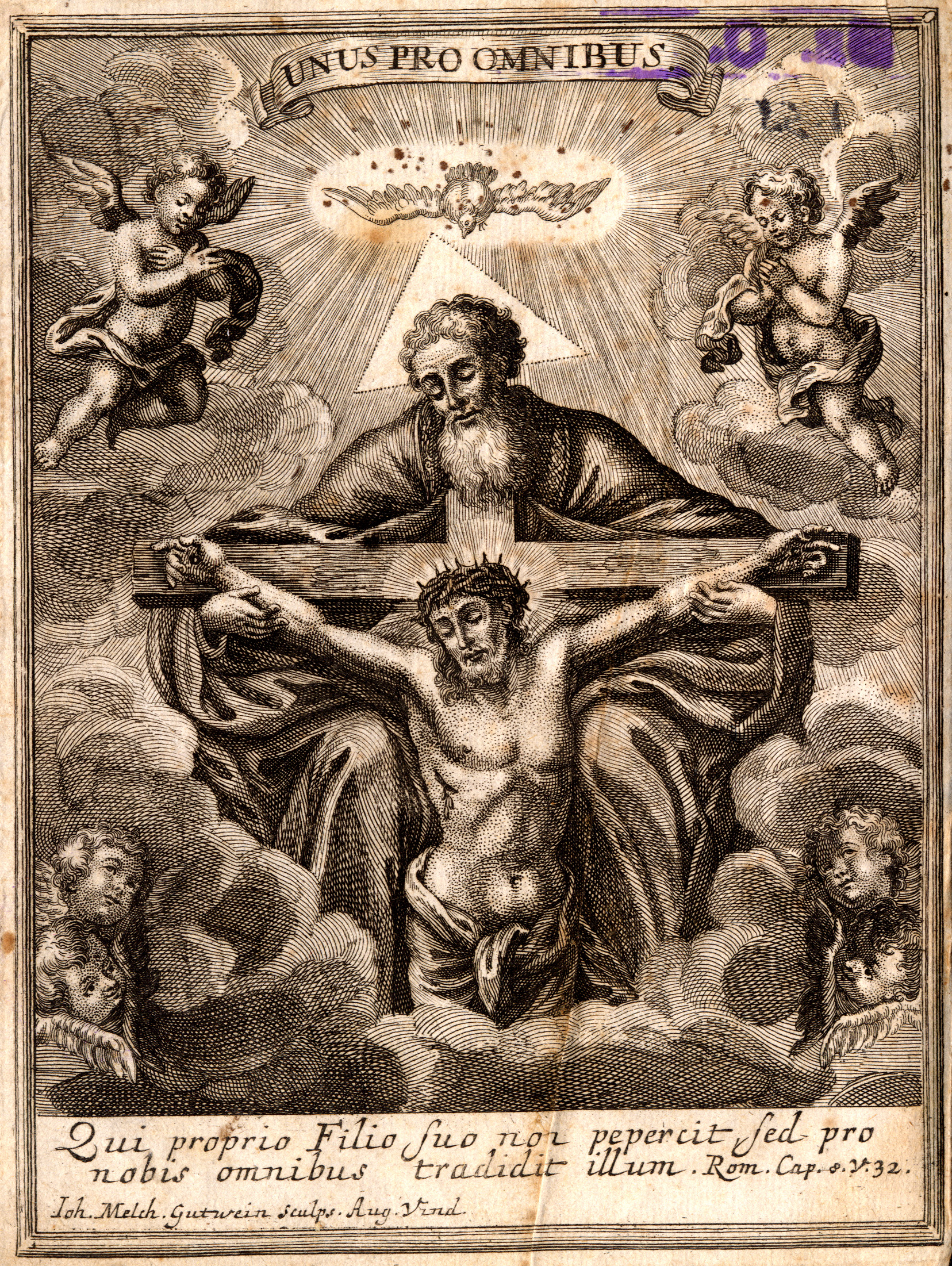
Frontispiz aus Anton Ginthers „Unus pro omnibus, […]“ (1726, postum)

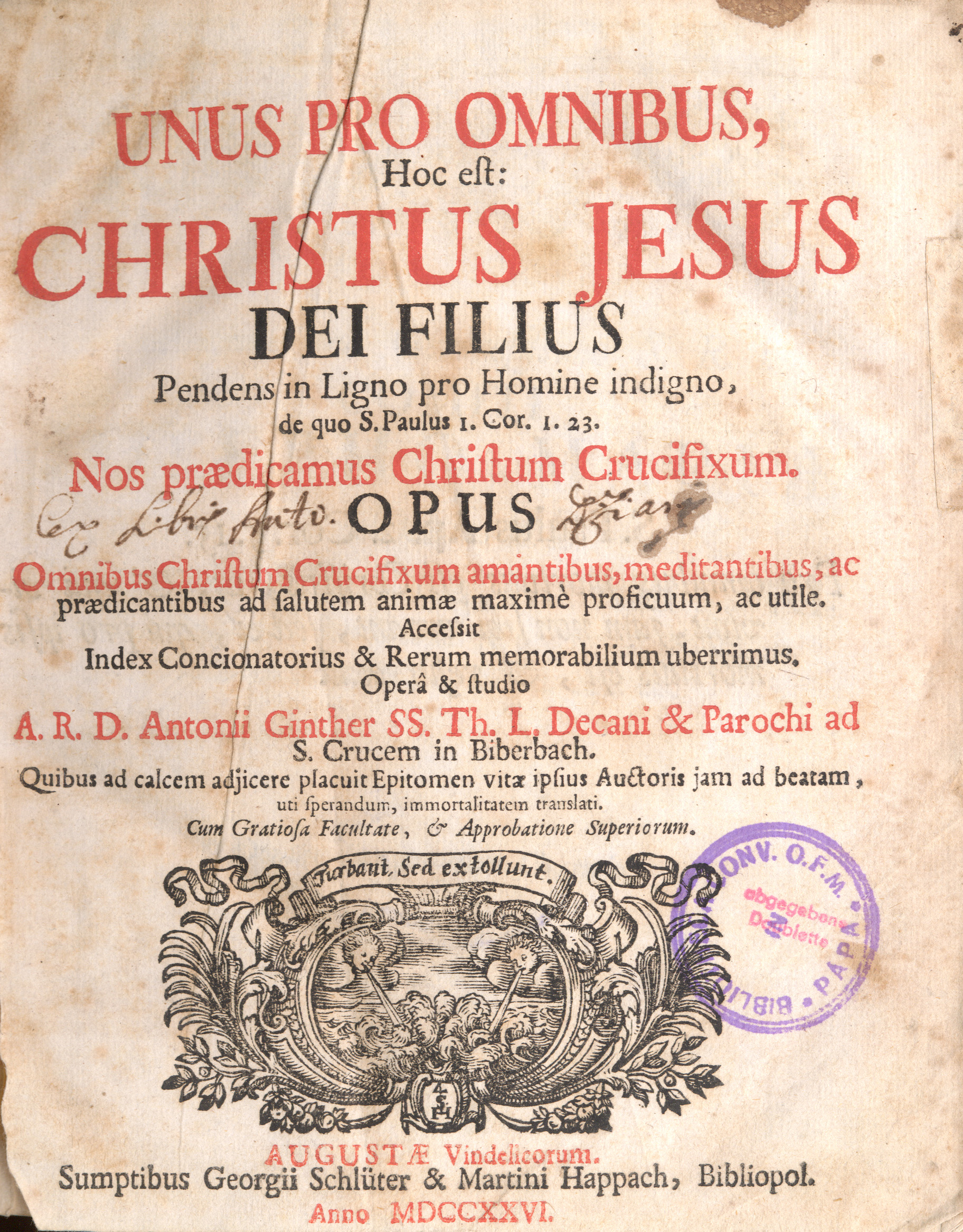
Titelblatt aus Anton Ginthers „Unus pro omnibus, […]“ (1726, postum)

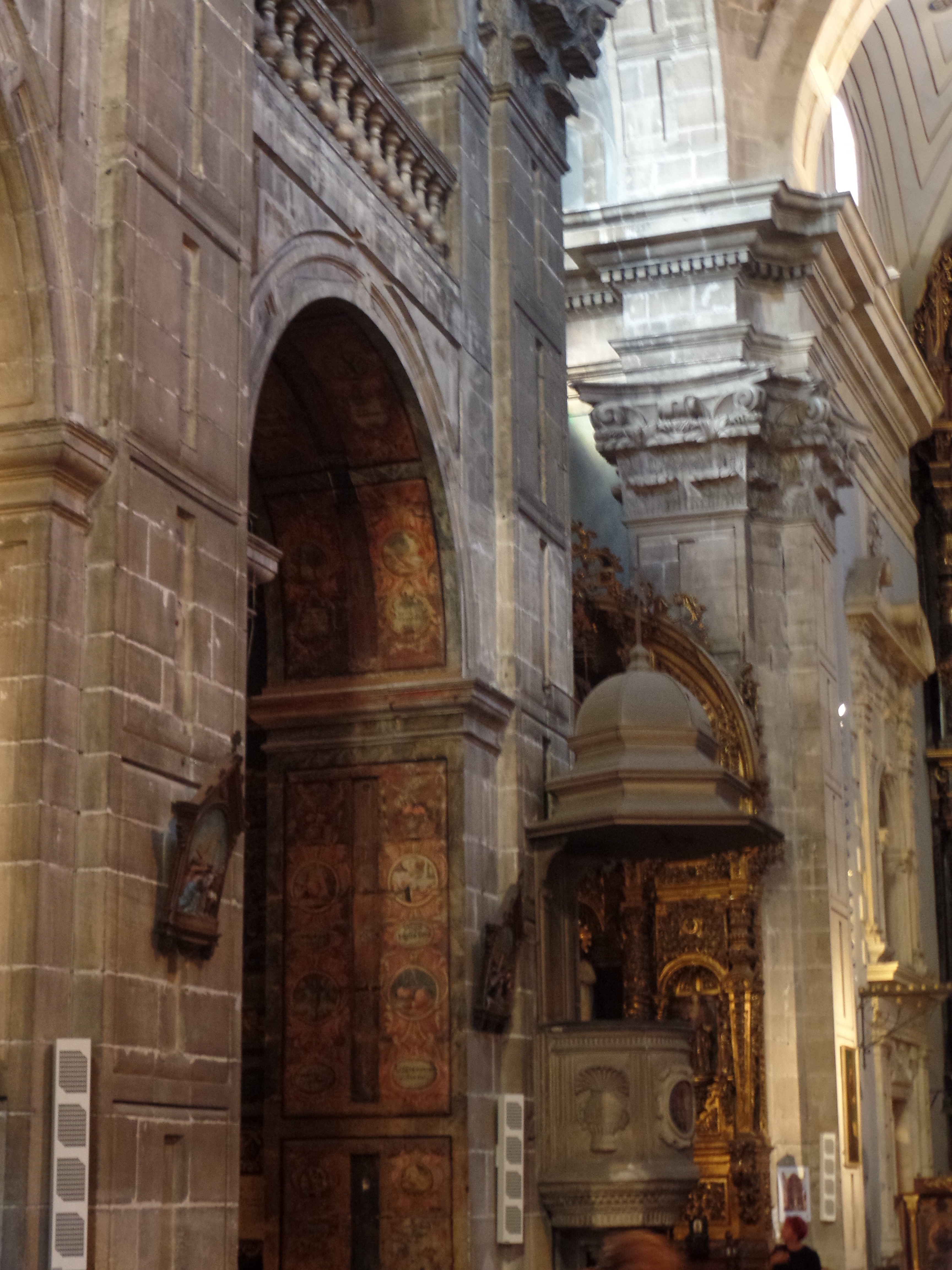
Arkade der Dolorosa-Kapelle der Iglesia de San Isidoro el Real in Oviedo (Asturien). Gut zu erkennen sind im Feld 12 die beiden Herzen des Emblems zu „Consideratio XLVI: Vulneratum vulnerat.“ aus Anton Ginthers „Mater amoris et doloris, quam Christus in cruce moriens omnibus ac singulis suis fidelibus in matrem legavit: ecce mater tua.“ (Georg Schlüter und Martin Happach, Augsburg 1711).

Anton Ginther (* 11. Juli 1655 in Friedberg, Bayern; † 8. März 1725 in Biberbach, Schwaben) war ein katholischer Pfarrer und Dekan in Biberbach, der Begründer der Biberbacher Wallfahrt und Autor geistlicher Werke.

## Herkunft, Kindheit und Ausbildung
Anton Ginther war Kind einfacher Eltern (...non nobilibus quidem, ſed honeſtis parentibus... (nicht vornehmer, aber ehrbarer Eltern)). Während seiner Geburt kam es zu schwersten Komplikationen, die seine Mutter veranlassten, den heiligen Antonius als künftigen Namenspatron anzurufen, das Kind, sollte es männlich sein, in eine Priesterlaufbahn zu geloben und ihm eine fromme Erziehung angedeihen zu lassen. Er wurde von der Familie Fugger protegiert und erhielt seine Ausbildung am damaligen Jesuitenkolleg St. Salvator (heute Gymnasium bei St. Stephan) in Augsburg. In Augsburg erlitt Anton Ginther ein prägendes Erlebnis, das Joseph Ignatz Claus in der Leichenpredigt auf Anton Ginther (§. I. Abs. 12) wie folgt beschreibt: Als er noch zu Augſpurg die Humanitæt ſtudierte, iſt er von ſeinen Schul=Geſellen einsmal geführt worden zu einem Theatro, oder Schau=Bühne eines Marckt=Schreyers, allwo der Gauckler oder Schalcks=Narr, wie es insgemein zu geſchehen pflegt, dem Volck allerhand lächerliche, und der Ehrbarkeit zuwider lauffende Zotten und Poſſen vortruge. Was geſchicht? habt ihr niemals geſehen, wann etwan ein liebes Söhnlein wider den Willen des Vatters auf der Gaſſen mit andern Knaben ſich zu lang aufhaltet, und Muthwillen treibt, da kommt der Vatter hinter ihme darein, verſetzt ihm einen Streich, und ſchafft ihn geſchwind nacher Haus. Alſo vätterlich verfahrte GOtt mit dem jungen Antonio, er verſetzt ihm einen Streich, das iſt, dorten bey dem Theatro, in Gegenwart einer groſſen Volcks=Menge hat er ihn augenblicklich geſtrafft mit einer gefährlichen Ruptur, oder Leibs=Schaden. […] Diſe gefährlich=und beſchwerliche Bürd hat er zur Abbüſſung ſeines freventlichen Fürwitzes eilff gantzer Jahr gedulden müſſen, bis er endlich im dritten Jahr ſeines Prieſterlichen Stands von dem allhieſigen wunderthätigen Heil. Creutz auf wunderſame Weiß geheylet worden. Diese „Ruptur“ wird in den Epitomen (§ III. S. 620) als Hernie beschrieben ([…] in ipſa conferta hominum multitudine gravi hernia percuſſus […]). Seine eigene Heilung hat Anton Ginther nicht in das Mirakelbuch In cruce salus. aufgenommen, dennoch scheint dieses Ereignis, wie die nachfolgenden Mirakelbücher zeigen, von besonders anziehender Wirkung auf Votanten mit Bruchleiden gewesen zu sein. Die niedrigen Weihen fanden am 24. September 1678, die Subdiakonatsweihe am 1. April 1679, die Diakonatsweihe am 27. Mai 1679 und die Priesterweihe am 23. September 1679 statt. 1681 bezeugt Anton Ginther zusammen mit Johann Ulrich Spindler, dem Hochgräflich Fuggerischen Pfleger in Biberbach, die wundersame Heilung eines Kindes durch Marcus von Aviano, der kurz zuvor in Neuburg an der Donau an einer in der dortigen Pfarrkirche verwahrten Marienfigur ein „Augenwende“-Wunder offenbart hatte.
Die Wallfahrt zum „Herrgöttle von Biberbach“ beförderte Anton Ginther durch die Herausgabe des Mirakelbuchs In cruce salus. zwei Jahre später.

## Die Romreise 1685
Im Jahre 1685 reiste Anton Ginther nach Rom, um sich von Papst Innozenz XI. die offizielle Anerkennung der Biberbacher Wallfahrt einzuholen. Joseph Ignatz Claus (§. I. Abs. 6) schreibt hierzu:  Da er anno 1685. zu Rom an den Päbſtlichen Hof Innocentii XI. ſich befande, hat ſich der Hochwürdigſte Cardinal Mareſchotus in ſeinen lebhafften Geiſt alſo verliebet, daß er ihm ein= und offtermahl anerbotten, er wölle ihn in Anſehen ſeiner geſchliffenen Lateiniſch und Italiäniſchen Sprach in einer Römiſchen Cancellaria zu einer anſehnlichen Ehren=Stell befördern, allwo er hernach auf dieſer Schau=Bühne der Ehren ohne Zweifel Staffel=weiß in die Höhe geſtigen wäre. Aber unſer Hochwürdiger Herr Dechant flohe! Wohin? auf diſen Berg, allwo er mit dem Gecreutzigten 46. Jahr an dem Creutz hangen muſte: Tribulationem & dolorem inveni! pflegte er offt zu ſagen: Ich hab allda nichts als Trübſal und Mühſeeligkeiten gefunden. Den Aufenthalt in Rom selbst beschreibt Claus in den Epitomen (§. IV. S. 622): […] ab Eminentiſſimo Cardinale Mareſchoto in ſacellanum domeſticum cooptatus, tandem hujus ſui Moecenatis operâ ad conſpectum, affatúmque Romani Pontificis tum temporis Innocentii XI. admiſſus eſt. Illi Sacrosanctæ Crucis Biberbacenſis iconem tradit, ejúsque ortum, ac progreſſum nec non prodigioſam beneficentiam compendioſa enarratione deſcribit, tam auſpiciato ſucceſſu, ut quinque Sanctorum Martyrum corpora, illuſtre illud Eccleſiæ Biberbacenſis ornamentum dono acceperit. Acres erant Antonio ſpiritus, & amoena converſandi ratio, ut ita facilè eorum corda, affectúsque ſuffurari calleret, quibuscum familiariter agebat. Quare prædictus Eminentiſſimus Cardinalis eum in Italia detinere viribûs omnibus allaborabat, additîs magni nominis promiſsîs.

## Wirken und Rezeption
In seine Wirkungszeit fällt die barocke Umgestaltung der Wallfahrtskirche mit der Weihe am 15. September 1697. Für den Bau der Wallfahrtskirche brachte er die damals gewaltige Summe von über 20000 Gulden auf: […] quamvis initiô ultrà ſexcentos florenos in ærario inventi non ſint, nihilominùs grandem illam fabricam ultrà viginti millium florenorum impenſis conſtantem, à fundamentis magnificè excitatam intra triennium feliciter ad finem perduxerit. heißt es in den Epitomen (§. IV. S. 621), und Claus (§. II. Abs. 15) hebt lobend hervor: Als man die alte Kirchen nider zu reiſſen, und zu der neuen den Grund zu legen anfienge, waren 600. Gulden, und nit mehr in der Caſſa. Die Unkoſten aber des gantzen Gebäu bis zu ſeiner Vollendung belauffen ſich leichtlich auf 20000. Die koſtbare Faſſung der fünff heiligen Leiber, die er mit ſich von Rom gebracht auf 6000. Die Altär und kunſtreiche Mahlereyen auf 4000.
Auch eine Heilung wird Anton Ginther zugeschrieben: Ich will nichts melden von jener mit dem böſen Geiſt übel geplagten, und in ein gäntzliche Sinnloſigkeit verfallenen Perſon, der er, in Gegenwart und Anſehen meiner und anderen Geiſtlichen, ſeine Prieſterliche Hand aufgelegt, und mit jenen Worten: Sacerdos Dei tibi manum imponit, augenblicklich zu Sinnen gebracht hat (Claus, §. I. Abs. 13).
Bis zuletzt arbeitete Anton Ginther an seinem postum erschienenen Werk Unus pro omnibus. (Noch in denen letzten Tagen ſeiner tödtlichen Kranckheit hat er nit nachgelaſſen mit halb=todter Hand die Feder zu ergreiffen, bis ihn endlich ſein an dem Creutz hangender Lehrmeiſter das ſatis eſt gegeben, und anſtatt der Feder das Sterb=Creutz in die Händ überreichet hat (Claus, §. I. Abs. 8).)
Anton Ginther fand seine letzte Ruhe vor den Chorstufen der Kirche.
Zu seinen Werken gehören die beiden Emblemata „Speculum amoris et doloris“ (Augsburg, 1706) und „Mater amoris et doloris“ (Augsburg, 1711), sowie „Currus Israel et auriga ejus“ (Augsburg, 1717), „Unus pro omnibus“ (Augsburg, 1726 postum) und weitere Predigtwerke. In seiner „Bibliotheca Augustana“ stellt Franz Anton Veith seinem Eintrag über Joseph Ignatz Claus eine ausführliche Fußnote über Anton Ginther und seine Werke zur Seite.
Anton Ginthers Emblemata wurden nicht nur für die ikonographische Ausgestaltung der Biberbacher Wallfahrtskirche herangezogen, sondern fanden auch Verbreitung über ganz Europa (z. B. in der Stadtpfarrkirche Heilig Geist in Neuburg an der Donau und in der Dolorosa-Kapelle der Iglesia de San Isidoro el Real in Oviedo (Asturien, siehe Abbildung)). In Valencia finden sich Embleme aus Ginthers Werken auf „Azulejos“ im Hospital de Pobres Sacerdotes.
In Biberbach ist eine kleine Straße nördlich der von ihm erbauten Kirche nach Anton Ginther benannt (Pfarrer-Ginther-Weg).
In den Epitomen (p. 639)
heißt es über ihn: Et si homines taceant, vel ipsi lapides clamabunt, videlicet insignis Ecclesia, & peregrinatio Biberbacensis, quæ quoad stabit, Venerabilem Antonium Auctorem, ac fundatorem suum immortali præconiô celebrabit. (Und schwiegen auch die Menschen, so werden doch die Steine selbst laut rufen, nämlich die herrliche Kirche und die Biberbacher Wallfahrt, welche, solange sie steht, ihren hochverehrten Urheber und Gründer Anton in unsterblichem Lobpreis besingen wird.)

## Werke
- In cruce salus. Das ist heil- und wunder-würckendes Creutz zu Marckt Biberbach. Utzschneider, Augsburg 1683
- Beschreibung und Inhalt Aller Begebenheiten vnd Anstalt / Bey der Erhaltung / Ubertragung / vnd Beysetzung Deren 3. Heiligen Leiber / Als nämlichen: S. Fortunati martyris, S. Laureati martyris, S. Candidæ virginis, & martyris... Utzschneider, Augsburg 1687
- Christlicher Tugendspiegel. Das ist, Sittliche Lob- und Ehren-Rede Von dem Wundersamen Leben, heiligen und auferbaulichsten Wandel deß Ersten, Heiligen und Clarenvallensischen Abbts auch Hönigflüssenden Lehrers Bernhardi... Lotter, Augsburg 1707
- Mater amoris et doloris, quam Christus in cruce moriens omnibus ac singulis suis fidelibus in matrem legavit: ecce mater tua. Georg Schlüter und Martin Happach, Augsburg 1711, ed. 1
- Currus Israel, et auriga ejus, ducens hominem Christianum per vias rectas, & in sacra scriptura fundatas in coelum. Georg Schlüter und Martin Happach, Augsburg 1717, ed. 1
- Unus pro omnibus, hoc est: Christus Jesus dei filius pendens in ligno pro homine indigno .... Georg Schlüter und Martin Happach, Augsburg 1726, ed. 1
- Speculum amoris et doloris in saratissime ac divinissio corde Jesu incarnati, eucharistici et crucifixi. Lotter, Augsburg 1731 ; 4. Edition 1743 (Digitalisat)